# 교황 요한 15세
교황 요한 15세(라틴어: Ioannes PP. XV, 이탈리아어: Papa Giovanni XV)는 제137대 교황(재위: 985년 8월 - 996년 3월)이다.
993년 그는 교황으로서는 최초로 시성식을 집전하였다. 독일 군주의 요청에 따라 요한 15세는 993년 1월 31일 아우크스부르크의 울다리코 주교를 시성하였으며, 2월 3일 교황 칙서로 이를 공표하였다. 이전까지 성인 시성은 지역 교회나 일반 대중에 의해 자체적으로 이루어졌다.

## 생애 초기와 교황 즉위
요한 15세는 로마의 사제 레오의 아들이다. 그가 교황좌에 올랐을 당시 로마의 귀족 크레센티우스 3세가 새 교황이 영향력을 행사하는 것을 방해하려고 했지만, 989년부터 991년까지 로마에 머물며 신성 로마 제국 황제 오토 3세의 섭정을 맡은 테오파누 태후의 존재가 그의 야망을 가로막았다. 교황으로 재임한 10년 동안 때때로 크레센티우스 3세의 영향력에서 벗어나려고 노력한 요한 15세는 테오파누와 정치적 동반자로서 가까이 지내면서 어느 정도 교황의 권위를 회복하였다.
요한 15세는 부패와 족벌주의 때문에 당대 로마 시민들로부터 평판이 좋지 못했다. 하지만 그는 교회 쇄신을 주창한 클뤼니 수도원의 후원자이자 보호자로 나선 것은 칭찬받을 일이었다.

## 프랑스의 분쟁
요한 15세가 재임한 동안 991년에 한 프랑스 성직자에 의해 랭스 대주교 아르눌프의 사임에 대한 심각한 논쟁이 벌어졌다. 이에 대한 요한 15세의 개입은 처음에는 아무런 뚜렷한 결과물을 내놓지 못했다. 이 사건은 훗날 서임권 투쟁으로 정점에 이르게 되는, 교황들과 프랑스 군주들 간의 갈등의 전초로 해석되기도 한다. 이러한 맥락 때문에 좀 더 자세히 설명할 가치가 있다. 프랑스 국왕 위그 카페는 자신의 최대 적수(로렌의 샤를)의 조카였음에도 아르눌프를 988년 랭스의 대교구장 주교로 서임하도록 하였다. 이후 샤를은 랭스를 함락하고 아르눌프 대주교를 포로로 사로잡았다. 그러나 아르눌프가 자신을 배신했다고 생각한 위그는 요한 15세에게 그를 대교구장직에서 파면해줄 것을 요청했다. 그러나 요한 15세로부터 대답을 듣기도 전에 위그 카페는 서둘러 샤를과 아르눌프를 사로잡아 991년 소집된 랭스 시노드에서 아르눌프를 대교구장직에서 파면시키고 후임자로 제르베르 드 오리야크를 추대하도록 영향력을 행사하였다. 제르베르 드 오리야크는 훗날 교황 실베스테르 2세가 되는 인물이다.
시노드에서 오를레앙 교구장 아르눌프 주교는 요한 15세를 다음과 같이 고발하였다.
거룩한 아버지들인 우리가 겸손한 사제품 후보자들의 생활과 윤리, 성과를 면밀히 살펴볼 의무가 있을진데, 하물며 모든 사제의 주인이자 우두머리이고자 하는 사람이 과연 그 직무에 적합한지 우리가 더욱 면밀히 살펴보아야 하지 않겠습니까? 그러나 이를 위한 모든 미덕이 지극히 부족하고, 성직품 가운데 가장 낮은 품을 받기에도 미흡한 사람이 가장 높은 성직에 오른다면 어떻게 우리와 함께 지낼 수 있겠습니까? 여러분은 자줏빛과 금빛으로 번쩍거리는 의자에 앉아 있는 그를 보면 뭐라고 말하겠습니까? ‘하느님의 성전에 앉아 스스로를 하느님처럼 보이게 하는 그리스도의 적’이라고 말하지 않겠습니까?

## 교회의 반발
랭스 시노드는 제2차 회의에서 칙령이 비준되어 발표되었지만, 로마로부터 거부당했다. 요한 15세는 랭스 대주교의 파면 사건을 다시 심의하기 위해 프랑스 주교들에게 프랑스 국왕의 영향으로부터 벗어난 독립적인 시노드를 프랑스 밖 영토인 아헨에서 다시 소집할 것을 지시했다. 프랑스 주교들이 이를 거부하자, 요한 15세는 그들에게 즉시 로마로 출두할 것을 지시했다. 그러나 이번에도 프랑스 주교들은 프랑스에서 로마로 가는 길이 위험하고, 로마의 치안도 불안정하다는 이유를 들어 거부했다. 이후 요한 15세는 교황 특사를 통해 프랑스와 독일의 주교들에게 무송에서 시노드를 소집하라고 지시했다. 하지만 시노드 소집 당일 무송에는 독일의 주교들만 참석하고, 프랑스의 주교들은 위그 카페와 그의 아들 로베르의 반대로 참석하지 않았다. 교황 특사의 노력으로 아르눌프의 파면은 최종적으로 불법으로 판결되었다. 996년 10월 23일에 위그 카페가 죽고 난 후에 아르눌프는 감금 상태에서 풀려나서 곧 자신의 모든 지위를 회복하였다. 제르베르는 랭스 대교구장직에서 물러나 마그데부르크 궁정으로 가서 오토 3세 황제의 개인 지도 교사로 임용되었다.
993년 1월 31일 로마 시노드에서 요한 15세는 아우크스부르크의 울다리코 주교를 장엄하게 시성하였으며, 이를 같은 해 2월 3일 프랑스와 독일의 모든 주교에게 교황 칙서를 공표함으로써 널리 알렸다. 이는 역사적으로 교황이 처음으로 장엄하게 시성식을 집전한 첫 사례로 기록된다.

## 말년과 죽음
996년 오토 3세는 교황이 집전하는 황제 대관식을 거행하기 위해 이탈리아로 길을 떠났다. 그러나 그가 예수 부활 대축일을 지내기 위해 4월 12일까지 파비아에 머무는 동안 요한 15세는 996년 4월 1일 열병으로 선종하였다. 그러자 오토 3세는 자신의 친척인 브루노를 교황에 선출되도록 영향력을 행사했는데, 그가 바로 교황 그레고리오 5세이다.